# Capigruppo al Senato degli Stati Uniti d'America
I leader di partito al Senato degli Stati Uniti d'America sono i senatori eletti dai gruppi parlamentari (caucus) dei due principali partiti statunitensi come loro leader.

## Storia
Similmente a quanto avviene nel Regno Unito, che pure ha un sistema politico parlamentare, sono rispettivamente il  leader della maggioranza (Majority Leader), per il partito che ha il maggior numero seggi, e il  leader della minoranza (Minority Leader), per l'altro. Va tuttavia tenuto presente che, in un sistema presidenziale come quello statunitense, la minoranza in una camera può non coincidere con l'opposizione al governo, potendo essere in minoranza il partito del presidente.
Oltre alla leadership dei rispettivi gruppi parlamentari, spetta ai leader di partito la programmazione dei lavori del Senato. L'incarico di leader della maggioranza è di altissimo rilievo, tanto da essere comparato (per importanza, non certo per funzioni), assieme a quello di portavoce della Camera dei rappresentanti, a quello di un primo ministro.

Analoghi leader della maggioranza e della minoranza si trovano nei senati di molti stati federati.

## Elenco dei leader dei partiti
Il Partito Democratico elesse un leader per la prima volta nel 1920; il Partito Repubblicano nel 1925.
| Congresso | Date                               | Whip Democratico  | Leader Democratico     | Maggioranza                | Leader Repubblicano                     | Whip Repubblicano    |
| --------- | ---------------------------------- | ----------------- | ---------------------- | -------------------------- | --------------------------------------- | -------------------- |
| 63        | 4 marzo 1913 - 4 marzo 1915        | J. Hamilton Lewis | Nessuno                | ← Maggioranza Democratica  | Nessuno                                 | Nessuno              |
| 64        | 4 marzo 1915 - 4 marzo 1915        | J. Hamilton Lewis | Nessuno                | ← Maggioranza Democratica  | Nessuno                                 | James Wadsworth, Jr. |
| 64        | 4 marzo 1915 - 4 marzo 1917        | J. Hamilton Lewis | Nessuno                | ← Maggioranza Democratica  | Nessuno                                 | Charles Curtis       |
| 65        | 4 marzo 1917 - 4 marzo 1919        | J. Hamilton Lewis | Nessuno                | ← Maggioranza Democratica  | Nessuno                                 | Charles Curtis       |
| 66        | 4 marzo 1919 - 4 marzo 1921        | Peter Gerry       | Oscar Underwood        | Maggioranza → Repubblicana | Henry Cabot Lodge (non ufficiale)       | Charles Curtis       |
| 67        | 4 marzo 1921 - 4 marzo 1923        | Peter Gerry       | Oscar Underwood        | Maggioranza → Repubblicana | Henry Cabot Lodge (non ufficiale)       | Charles Curtis       |
| 68        | 4 marzo 1923 - 9 novembre 1924     | Peter Gerry       | Joseph Taylor Robinson | Maggioranza → Repubblicana | Henry Cabot Lodge (non ufficiale)       | Charles Curtis       |
| 68        | 1925                               | Peter Gerry       | Joseph Taylor Robinson | Maggioranza → Repubblicana | Charles Curtis                          | Wesley Jones         |
| 69        | 4 marzo 1925 - 4 marzo 1927        | Peter Gerry       | Joseph Taylor Robinson | Maggioranza → Repubblicana | Charles Curtis                          | Wesley Jones         |
| 70        | 4 marzo 1927 - 4 marzo 1929        | Peter Gerry       | Joseph Taylor Robinson | Maggioranza → Repubblicana | Charles Curtis                          | Wesley Jones         |
| 71        | 4 marzo 1929 - 4 marzo 1931        | Morris Sheppard   | Joseph Taylor Robinson | Maggioranza → Repubblicana | James E. Watson                         | Simeon Fess          |
| 72        | 4 marzo 1931 - 4 marzo 1933        | Morris Sheppard   | Joseph Taylor Robinson | Maggioranza → Repubblicana | James E. Watson                         | Simeon Fess          |
| 73        | 4 marzo 1933 - 3 gennaio 1935      | J. Hamilton Lewis | Joseph Taylor Robinson | ← Maggioranza Democratica  | Charles L. McNary                       | Felix Hebert         |
| 74        | 3 gennaio 1935 - 3 gennaio 1937    | J. Hamilton Lewis | Joseph Taylor Robinson | ← Maggioranza Democratica  | Charles L. McNary                       | Nessuno              |
| 75        | 3 gennaio 1937 - 14 luglio 1937    | J. Hamilton Lewis | Joseph Taylor Robinson | ← Maggioranza Democratica  | Charles L. McNary                       | Nessuno              |
| 75        | 22 luglio 1937 - 3 gennaio 1939    | J. Hamilton Lewis | Alben W. Barkley       | ← Maggioranza Democratica  | Charles L. McNary                       | Nessuno              |
| 76        | 3 gennaio 1939 - ????              | Sherman Minton    | Alben W. Barkley       | ← Maggioranza Democratica  | Charles L. McNary                       | Nessuno              |
| 76        | 1940                               | Sherman Minton    | Alben W. Barkley       | ← Maggioranza Democratica  | Warren Austin (facente funzioni)        | Nessuno              |
| 77        | 3 gennaio 1941 - 3 gennaio 1943    | Lister Hill       | Alben W. Barkley       | ← Maggioranza Democratica  | Charles L. McNary                       | Nessuno              |
| 78        | 3 gennaio 1943 - 25 febbraio 1944  | Lister Hill       | Alben W. Barkley       | ← Maggioranza Democratica  | Charles L. McNary                       | Kenneth Wherry       |
| 78        | 25 febbraio 1944 - 3 gennaio 1945  | Lister Hill       | Alben W. Barkley       | ← Maggioranza Democratica  | Wallace H. White Jr. (facente funzioni) | Kenneth Wherry       |
| 79        | 3 gennaio 1945 - 3 gennaio 1947    | Lister Hill       | Alben W. Barkley       | ← Maggioranza Democratica  | Wallace H. White Jr.                    | Kenneth Wherry       |
| 80        | 3 gennaio 1947 - 3 gennaio 1949    | Scott Lucas       | Alben W. Barkley       | Maggioranza → Repubblicana | Wallace H. White Jr.                    | Kenneth Wherry       |
| 81        | 3 gennaio 1949 - 3 gennaio 1951    | Francis Myers     | Scott W. Lucas         | ← Maggioranza Democratica  | Kenneth S. Wherry                       | Leverett Saltonstall |
| 82        | 3 gennaio 1951 - 3 gennaio 1952    | Lyndon Johnson    | Ernest McFarland       | ← Maggioranza Democratica  | Kenneth S. Wherry                       | Leverett Saltonstall |
| 82        | 3 gennaio 1952 - 3 gennaio 1953    | Lyndon Johnson    | Ernest McFarland       | ← Maggioranza Democratica  | Styles Bridges                          | Leverett Saltonstall |
| 83        | 3 gennaio 1953 - 31 luglio 1953    | Earle Clements    | Lyndon Johnson         | Maggioranza → Repubblicana | Robert A. Taft                          | Leverett Saltonstall |
| 83        | 3 agosto 1953 - 3 gennaio 1955     | Earle Clements    | Lyndon Johnson         | Maggioranza → Repubblicana | William F. Knowland                     | Leverett Saltonstall |
| 84        | 3 gennaio 1955 - 3 gennaio 1957    | Earle Clements    | Lyndon Johnson         | ← Maggioranza Democratica  | William F. Knowland                     | Leverett Saltonstall |
| 85        | 3 gennaio 1957 - 3 gennaio 1959    | Mike Mansfield    | Lyndon Johnson         | ← Maggioranza Democratica  | William F. Knowland                     | Everett Dirksen      |
| 86        | 3 gennaio 1959 - 3 gennaio 1961    | Mike Mansfield    | Lyndon Johnson         | ← Maggioranza Democratica  | Everett M. Dirksen                      | Thomas Kuchel        |
| 87        | 3 gennaio 1961 - 3 gennaio 1963    | Hubert Humphrey   | Mike Mansfield         | ← Maggioranza Democratica  | Everett M. Dirksen                      | Thomas Kuchel        |
| 88        | 3 gennaio 1963 - 3 gennaio 1965    | Hubert Humphrey   | Mike Mansfield         | ← Maggioranza Democratica  | Everett M. Dirksen                      | Thomas Kuchel        |
| 89        | 3 gennaio 1965 - 3 gennaio 1967    | Russell Long      | Mike Mansfield         | ← Maggioranza Democratica  | Everett M. Dirksen                      | Thomas Kuchel        |
| 90        | 3 gennaio 1967 - 3 gennaio 1969    | Russell Long      | Mike Mansfield         | ← Maggioranza Democratica  | Everett M. Dirksen                      | Thomas Kuchel        |
| 91        | 3 gennaio 1969 - 7 settembre 1969  | Ted Kennedy       | Mike Mansfield         | ← Maggioranza Democratica  | Everett M. Dirksen                      | Hugh Scott           |
| 91        | 24 settembre 1969 - 3 gennaio 1971 | Ted Kennedy       | Mike Mansfield         | ← Maggioranza Democratica  | Hugh Scott                              | Robert Griffin       |
| 92        | 3 gennaio 1971 - 3 gennaio 1973    | Robert Byrd       | Mike Mansfield         | ← Maggioranza Democratica  | Hugh Scott                              | Robert Griffin       |
| 93        | 3 gennaio 1973 - 3 gennaio 1975    | Robert Byrd       | Mike Mansfield         | ← Maggioranza Democratica  | Hugh Scott                              | Robert Griffin       |
| 94        | 3 gennaio 1975 - 3 gennaio 1977    | Robert Byrd       | Mike Mansfield         | ← Maggioranza Democratica  | Hugh Scott                              | Robert Griffin       |
| 95        | 3 gennaio 1977 - 3 gennaio 1979    | Alan Cranston     | Robert Byrd            | ← Maggioranza Democratica  | Howard Baker                            | Ted Stevens          |